# Greuel (Bergisch Gladbach)
Greuel ist ein Ortsteil im Stadtteil Sand von Bergisch Gladbach.

## Geschichte
Greuel ist eine spätmittelalterliche Siedlungsgründung, die schon 1582 in dieser Form urkundlich erwähnt wurde. Für das Jahr 1700 ist eine Variante als Grewell nachgewiesen. Es ist schwierig, eine Erklärung für die Herkunft des Siedlungsnamens vorzulegen. Dabei bieten sich zwei Möglichkeiten an:
1. Greuel könnte aus „Geräuhel“ (= Durcheinander von Zwergen) entstanden sein, das von dem mittelhochdeutschen „geriuhe“ (= Wildnis) abstammt.
2. Hinter dem Flurnamen Greuel könnte sich auch das mittelhochdeutsche „gruo“ (= grün/grüne Wiese) verbergen.[1]

Die Topographia Ducatus Montani des Erich Philipp Ploennies, Blatt Amt Porz, belegt, dass der Wohnplatz 1715 als gemeiner Hof kategorisiert wurde und mit Greuel bezeichnet wurde. Carl Friedrich von Wiebeking benennt die Hofschaft auf seiner Charte des Herzogthums Berg 1789 ebenfalls als Greuel. Aus ihr geht hervor, dass Greuel zu dieser Zeit Teil der Honschaft Sand war.
Unter der französischen Verwaltung zwischen 1806 und 1813 wurde das Amt Porz aufgelöst und Greuel wurde politisch der Mairie Gladbach im Kanton Bensberg zugeordnet. 1816 wandelten die Preußen die Mairie zur Bürgermeisterei Gladbach im Kreis Mülheim am Rhein. Mit der Rheinischen Städteordnung wurde Gladbach 1856 Stadt, die dann 1863 den Zusatz Bergisch bekam.
Der Ort ist auf der Topographischen Aufnahme der Rheinlande von 1824 als Greul und auf der Preußischen Uraufnahme von 1840 als Greuel verzeichnet. Ab der Preußischen Neuaufnahme von 1892 ist er auf Messtischblättern regelmäßig als Greuel oder ohne Namen verzeichnet.
| Jahr | Einwohner | Wohn- gebäude | Kategorie |
| ---- | --------- | ------------- | --------- |
| 1822 | 9         |               | Hofstelle |
| 1830 | 10        |               | Hofstelle |
| 1845 | 83        | 5             | Hofstelle |
| 1871 | 88        | 10            | Hofstelle |
| 1885 | 82        | 15            | Wohnplatz |
| 1895 | 96        | 18            | Wohnplatz |
| 1905 | 90        | 15            | Wohnplatz |